# Satz von Lüroth
Der Satz von Lüroth ist ein Resultat aus der Algebra. Er wurde von Jacob Lüroth im Jahre 1875 publiziert.

## Aussage
Sei {\displaystyle L} eine rein transzendente Erweiterung des Körpers {\displaystyle K} vom Transzendenzgrad 1. Ist {\displaystyle P} ein Zwischenkörper, der von {\displaystyle K} verschieden ist, so ist {\displaystyle P} ebenfalls rein transzendent vom Transzendenzgrad 1. Insbesondere ist {\displaystyle P} isomorph zu {\displaystyle L}.
Ein Beweis dazu findet sich bei Ernst Steinitz: Algebraische Theorie der Körper (1910, Seite 302).

## Andere Formulierungen
Äquivalent kann man den Satz von Lüroth auch so formulieren: Sei {\displaystyle K} ein Körper und {\displaystyle L=K(x)} der Körper der rationalen Funktionen über {\displaystyle K}, also der Quotientenkörper des Polynomrings {\displaystyle K[x]}. Ist {\displaystyle P} ein Zwischenkörper, der von {\displaystyle K} verschieden ist, so ist {\displaystyle P=K(t)} für ein Element {\displaystyle t} von {\displaystyle L}. Dieses Element {\displaystyle t} ist immer transzendent über {\displaystyle K}, wohingegen {\displaystyle L} immer algebraisch über {\displaystyle P} ist.
Eine weitere äquivalente Formulierung in der Sprache der algebraischen Geometrie besagt, dass unirationale Kurven rational sind.

## Lüroth-Problem
Die Frage, ob der Satz von Lüroth auch für Körper vom Transzendenzgrad größer als Eins gilt, ist als Lüroth-Problem bekannt. Im Allgemeinen ist das nicht der Fall. Ein Überblick über Teilergebnisse und Gegenbeispiele findet man bei Nathan Jacobson.